# Doppelband-Argusfasan

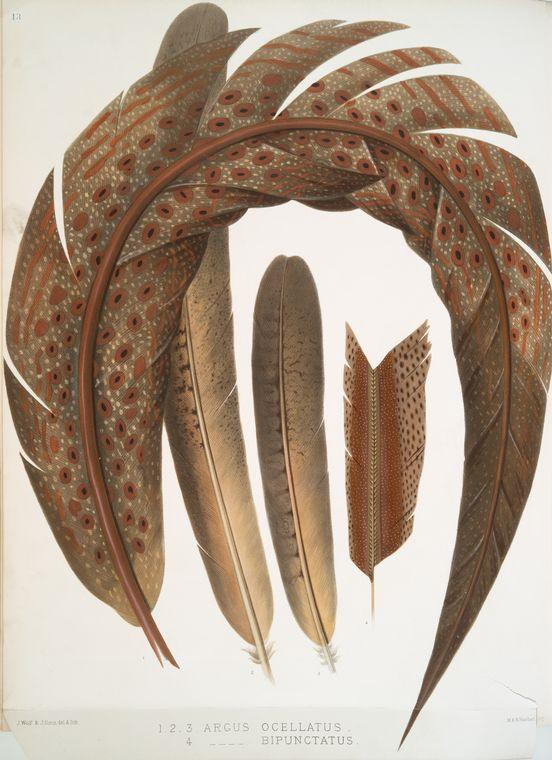
Federn des Argusfasans und eine Feder des Doppelband-Argusfasans (Nr. 4 von links)

Der Doppelband-Argusfasan oder Zwiegepunkteter Argusfasan (Argusianus bipunctatus) ist eine höchstwahrscheinlich ungültige Art der Fasanen unbekannter Herkunft, der nur durch einen Teil der Handschwingenfeder eines Männchens bekannt geworden ist. Diese Feder wurde in einer Fracht für einen Modisten entdeckt und 1871 von Thomas Waterman Wood im Magazin des Natural History Museum The Annals and Magazine of Natural history: Zoology, Botany, and Geology beschrieben.
In seiner Betrachtung über diese Art schrieb William Robert Ogilvie-Grant im Jahre 1897: „Sie unterscheidet sich sowohl in ihren Markierungen als auch in der Form des Federkiels so perfekt von den oben genannten Arten (Anmerkung: Argus argus und Argus grayi), dass man sie ohne zu Zögern einer eigenständigen Art zuordnen kann, ungeachtet des etwas bruchstückhaften Beleges. Die allgemeine Färbung ist dem Handschwingenfederkiel von Argus argus und Argus grayi ähnlich, jedoch erstreckt sich sowohl auf der Innenfahne als auch auf der Außenfahne ein rötlich-braunes Band, das ein feines, weißes Punktmuster aufweist. Der Federschaft ist sehr schmal.“
Die taxonomische Einordnung dieses Vogels ist bis heute umstritten. 1951 nannte Jean Delacour die Insel Java als vermutliches Herkunftsgebiet. 1983 vermutete der Ornithologe Geoffrey Davison, dass es sich bei Argusianus bipunctatus um eine ausgestorbene, flugunfähige Art von Tioman handeln könnte. In einer Erwiderung auf Davisons Studie stellte der Ornithologe Kenneth Carroll Parkes die Validität von Argusianus bipunctatus in Frage und betrachtete diese Feder lediglich als anormale Feder des Argusfasans. Im Jahre 2002 argumentierten Steve Madge und Philip McGowan, dass sich die Struktur und die Musterung dieser Feder zu stark von der des Argusfasans unterscheiden, um sie als abweichende Argusfasan-Feder anzusehen.
Nach dem 2009 eine erneute Studie darlegte, dass es sich bei Argusianus bipunctatus lediglich um ein anormales Exemplar des Argusfasans handelt, strich die IUCN den Doppelband-Argusfasan 2012 von der Roten Liste.